# Tobishima (Yamagata)
Tobishima (飛島?) è un'isola nel mar del Giappone situata a soli 30 km dall'isola principale giapponese di Honshū.

## Geografia
Tobishima è lunga circa 3 km, larga 1 km, con una superficie di 2,73 km² ed uno sviluppo costiero di 10,2 km. Suo punto più elevato è il Takamori-yama (高森山), di 68 m.
L'isola è in gran parte pianeggiante, ma la superficie si eleva dolcemente dalla costa orientale a quella occidentale; quest'ultima è caratterizzata da ripide scogliere. Le strutture portuali si trovano quindi lungo la costa orientale, dove è concentrata la popolazione. Sull'isola vivono circa 250 persone, il 90% delle quali di età superiore ai 50 anni. Dal punto di vista amministrativo, l'isola appartiene alla città di Sakata della prefettura di Yamagata e costituisce un proprio distretto.
Grazie alla calda corrente di Tsushima, sull'isola prevale un clima mite, con temperature medie annue di 12 °C, e sono rare le nevicate che superano i 10 cm di spessore. La vegetazione è costituita da alberi decidui sempreverdi, come Machilus thunbergii ed Eurya japonica. In primavera ed autunno l'isola costituisce un importante luogo di sosta per 270 specie di uccelli migratori. Il promontorio di Ebisu (蛭子前岬, Ebisu-maesaki), nel sud-est dell'isola, è una zona di nidificazione protetta per migliaia di gabbiani codanera, così come le isolette rocciose lungo le coste occidentali.

## Storia
Sull'isola sono stati rinvenuti reperti archeologici risalenti al primo periodo Jōmon vecchi di 6000-7000 anni. Una caratteristica delle antiche ceramiche qui rinvenute è che presentano tratti propri sia delle produzioni settentrionali che di quelle meridionali del Giappone, il che indica che l'isola costituiva un punto di scambio culturale. Nel tardo periodo Heian l'isola fu sotto il controllo del clan Abe proveniente dalla provincia di Mutsu e poi del clan Kiyohara proveniente dalla provincia di Dewa. Più tardi sopraggiunsero i Nikaho, i Mutō, i Mogami e i Sakai.
Nel corso degli anni l'isola ebbe diversi nomi (都島, 渡島, 別れ島, 鶴路島, 潮島, 豊島, とど島), fino a quando non ottenne il nome attuale all'inizio del periodo Edo.
Nell'aprile del 1950, il villaggio di Tobishima e l'isola stessa furono annessi alla città di Sakata. Nel 1963, l'isola entrò a far parte del parco seminazionale di Chōkai.